# Sepetiba
Sepetiba ist ein Stadtteil (bairro) im Westen der Stadt Rio de Janeiro. Im Norden grenzt der Ort an Santa Cruz und Guaratiba. Sepetiba hat eine Fläche von 11,621 km² und eine Bevölkerung von ca. 57.000 Einwohnern. Der Ort ist Richtung Süden vom Küstengebirge und dem atlantischen Küstenwald umgeben. Es gibt noch heute Einwohner, die indigene Herkunft haben.

## Geschichte
Der Name „Sepetiba“ hat seine Herkunft aus der indigenen Tupi-Sprache. Dort hat er eine alternative Schreibweise „Sipitiba“ und bedeutet „sítio dos Sapés“, oder auch „Sapezal“ (übersetzt Feldland). Während der Kolonialisierung war Sepetiba ein wichtiger historischer Ort und wurde als Provinz Brasiliens durch König João VI von Portugal ausgerufen. 